# (27173) 1999 BM1
(27173) 1999 BM1 est un astéroïde de la ceinture principale d'astéroïdes découvert en 1999.

## Description
(27173) 1999 BM1 a été découvert le 18 janvier 1999 à l'observatoire Kleť, en République tchèque, en Bohême-du-Sud, par l'Observatoire Kleť.

### Caractéristiques orbitales
L'orbite de cet astéroïde est caractérisée par un demi-grand axe de 2,44 UA, un périhélie de 1,90 UA, une excentricité de 0,22 et une inclinaison de 2,01° par rapport à l'écliptique. Du fait de ces caractéristiques, à savoir un demi-grand axe compris entre 2 et 3,2 UA et un périhélie supérieur à 1,666 UA, il est classé, selon la JPL Small-Body Database, comme objet de la ceinture principale d'astéroïdes.

### Caractéristiques physiques
(27173) 1999 BM1 a une magnitude absolue (H) de 15,3 et un albédo estimé à 0,249.